# Achim Becker
Achim Becker (* 21. November 1931 in Hamburg; † 15. Januar 2021) war ein deutscher SED-Funktionär. Er war von 1980 bis 1989 Vorsitzender des Staatlichen Komitees für Rundfunk der DDR.

## Leben
Becker, Sohn eines Milchhändlers und einer Reinigungskraft, machte nach Besuch der Grund- und Oberschule von 1947 bis 1949 eine Ausbildung als Kaufmann in Grevesmühlen. Von 1950 bis 1951 besuchte er die Fachschule für Rundfunk Berlin-Grünau und arbeitete danach als Redakteur beim Berliner Rundfunk und beim Deutschlandsender.
1952 trat er in die Sozialistische Einheitspartei Deutschlands (SED) ein und besuchte von 1953 bis 1954 die Zentralschule der SED in Schwerin. Anschließend absolvierte er ein Fernstudium an der Parteihochschule Karl Marx der SED, das er 1962 als Diplom-Gesellschaftswissenschaftler abschloss.
Von 1956 bis 1962 arbeitete er offiziell beim VEB Kraftverkehr Berlin-Lichtenberg, tatsächlich aber beim Propagandasender Deutscher Freiheitssender 904. Von 1964 bis 1969 war er Redakteur und Redaktionsleiter beim Deutschlandsender, bis 1972 bei der Stimme der DDR. Im August 1968, während der Niederschlagung des Prager Frühlings durch Truppen des Warschauer Pakts, berichtete er für einige Wochen als Sonderkorrespondent aus Prag.
Von 1972 bis 1976 fungierte Becker als 1. Sekretär der SED-Betriebsparteiorganisation im Staatlichen Komitee für Rundfunk. Von 1976 bis 1980 war er als hauptamtliches Mitglied der Agitationskommission beim Politbüro des Zentralkomitees der SED verantwortlich für publizistische Fragen der Außenpolitik der SED.
Von November 1980 bis November 1989 war er als Nachfolger des verstorbenen Rudolf Singer Vorsitzender des Staatlichen Komitees für Rundfunk. Ab April 1981 (X. Parteitag) war er Kandidat und ab April 1986 (XI. Parteitag) Mitglied des ZK der SED. Ab 1982 war er Mitglied im Vorstand des Journalistenverbandes der DDR.
Achim Becker erhielt u. a. 1970 die Gerhart-Eisler-Plakette und 1985 den Vaterländischen Verdienstorden in Gold.
Seit 1990 war Becker Rentner und Mitglied der PDS bzw. ab 2007 der Partei Die Linke. Becker starb im Alter von 89 Jahren.